# Martín Emilio Rodríguez
Martín Emilio Rodríguez Gutiérrez (Medellín, 7 de abril de 1942), más conocido como "Cochise" Rodríguez, es un exciclista colombiano que compitió en las décadas de 1960, 1970 y principios de 1980, destacándose tanto en ruta como en pista. Fue poseedor del récord mundial de la hora, establecido en el velódromo Agustín Melgar de la Ciudad de México en 1970. También compitió en los Juegos Olímpicos de Verano en Japón en 1964 y en México en 1968.

## Biografía
Cochise Rodríguez nació el 7 de abril de 1942, en el sector de Guayabal, barrio Cristo Rey de Medellín, Colombia. A once días de su nacimiento quedó huérfano cuando murió su padre, Victoriano, quien residía en Medellín desde 1941. Su madre Gertrudis Gutiérrez tomó la responsabilidad de mantener una numerosa familia.
Sus primeros triunfos como ciclista fueron en México. Luego de un 6.º puesto en la Vuelta a Colombia 1961, donde se tituló Campeón Novato, a finales de esa misma temporada fue convocado por el técnico del equipo nacional, el francés José Beyaert, para integrar, al lado de Rubén Darío Gómez, Antonio Ambrosio y Alfonso Galvis, la cuarteta colombiana a la octava edición de la Vuelta de la Juventud Mexicana. Cochise ganó la primera etapa entre México-Toluca.
En la prueba, Cochise fue dos veces subcampeón, en 1964 y 1967.
En la pista del velódromo Agustín Melgar, en la Ciudad de México, estableció el 7 de octubre de 1970 la marca mundial de la hora para aficionados cubriendo un total de 47.566,24 metros.
En (1971), cuando todavía era ciclista aficionado, ganó el campeonato mundial en los 4.000 metros persecución individual en Varese, Italia.
Cochise es también famoso al atribuírsele una frase que logra condensar muy bien la forma de actuar en la sociedad colombiana: "En Colombia se muere más gente de envidia que de cáncer".

## Cochise
El sobrenombre Cochise se origina, según cuenta él mismo, de una frase que pronunció en su adolescencia cuando regresaba a su barrio luego de ver la película "Flecha rota" eselarizada por Spencer Tracy y Katy Jurado: Llegó Cochise, les gritó a sus amigos y gritó también en su casa. Cochise fue un jefe indígena norteamericano perteneciente a la familia indígena Apache chiricahua, que es representado en el western de 1950, que tanto emocionó al joven Martín Emilio. El mote que se autoasignó el adolescente prendió de inmediato en su familia, se extendió a sus amigos y años más tarde al escenario del ciclismo colombiano. El apodo se hizo más conocido que su propio nombre y cuando el exciclista se lanzó como candidato al Concejo de Medellín y percibió que sólo era reconocido por su apodo, consideró que debía ser parte de su nombre, para lo que realizó los trámites que lo agregaron oficialmente a cola de los dos primeros, tal como lo repetían los locutores de radio al trasmitir las competencias ciclísticas: Martín Emilio Cochise.

## Triunfos

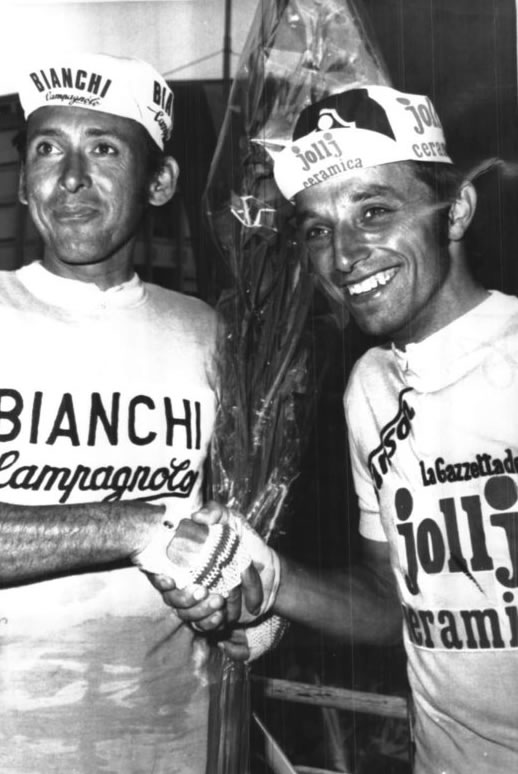
Saludo entre Martín Emilio Rodríguez, ganador de la etapa 19.ª y Fausto Bertoglio, líder de la carrera, en el Giro de Italia 1975

### En ruta
- Campeón de la Vuelta a Colombia (4): 1963, 1964, 1966 y 1967 y récord de etapas ganadas (39)[3]
- Campeonato de Colombia de Ciclismo en Ruta: Campeón   en 1965 y 3.º  en 1962
- Campeón del Clásico RCN: 1963 y récord de etapas ganadas (12)
- Campeón de la Vuelta al Táchira, en Venezuela (3): 1966, 1968 y 1971
- Campeón de la Vuelta al Valle del Cauca en 1970.
- Ganador de la 15.ª etapa del Giro de Italia, entre Firenze y Forte dei Marni, en 1973.
- Ganador de la 19.ª etapa del Giro de Italia, entre Baselga di Pine y Pordenone, en 1975.
- Ganador del Gran Premio Ciudad de Camaiore, en 1973.
- Ganador del Trofeo Baracchi, en 1973.

### En pista
- Récord Mundial
  - Récord mundial de la hora para aficionados, en el velódromo Agustín Melgar, Ciudad de México, 7 de octubre de 1970, 47.566,24 kilómetros.[4]

- Campeonato Mundial
  - Campeón del Mundo , 4000 metros persecución individual, Varese, Italia;1971.

- Campeonato Sudamericano
  - Campeón Sudamericano , 4000 metros persecución individual, Medellín, Colombia; 1969.

- Juegos Panamericanos
  - Campeón Panamericano , 4000 metros persecución individual, Winnipeg, Canadá 1967
  - Campeón Panamericano , 4000 metros persecución individual, Cali, Colombia 1971
  - Campeón Panamericano , 4000 metros persecución por equipos, Cali, Colombia 1971

- Juegos Bolivarianos
  - Campeón Bolivariano , 4000 metros persecución individual, 1967, 1965 y 1970.
  - Campeón Bolivariano , en persecución por equipos en 1965.[5]

- Juegos Centroamericanos y del Caribe
  - Campeón Centroamericano , 4000 metros persecución individual, 1962, 1966 y 1970.

- Competencias Clásicas en Europa
  - Ganador del Trofeo Baracchi, 1973
  - Ganador del Gran Premio Citta Di Verona

- Otros Premios
- Mejor deportista del año en Colombia (4): 1967, 1968, 1970 y 1971
- Deportista del Siglo en Colombia

## Resultados en lasGrandes Vueltas
| Carrera         | 1973 | 1974 | 1975 |
| Giro de Italia  | 41°  | 18°  | 33°  |
| Tour de Francia | -    | -    | 27°  |
| Vuelta a España | -    | -    | -    |